# Marcos Llorente
Marcos Llorente Moreno (n. 30 ianuarie 1995, Madrid, Spania),  cunoscut ca Marcos Llorente este un jucător spaniol care joacă ca mijlocaș la Atlético Madrid și pentru Echipa națională de fotbal a Spaniei.
De asemenea, Llorente a fost internațional cu categoria Under 19 și Under 21, a echipei naționale de fotbal a Spaniei.